# Цуел ди Ква (Тревизо)
Цуел ди Ква је насеље у Италији у округу Тревизо, региону Венето.
Према процени из 2011. у насељу је живело 26 становника. Насеље се налази на надморској висини од 327 м.